# イスズミ
イスズミ（Kyphosus vaigiensis、伊寿墨、伊須墨）は、スズキ目イスズミ科に属する海水魚。
イズスミ、ゴクラクメジナ、クシロなどとも呼ばれる。釣りあげると糞（ババ）をまき散らす習性があり「うんこたれ」「ババタレ」とも呼ばれる。
2000年代まで、日本において市場価値が低かったことから、日本近海に4種存在する事がわかっておらず、まとめてイスズミと扱われることが多かった。イスズミとして扱われていたイスズミ属は以下のものである。
- ノトイスズミ Kyphosus bigibbus Lacépède, 1801 (Brown chub)
- ミナミイスズミ Kyphosus pacificus K. Sakai & Nakabo, 2004 (Pacific drummer)
- テンジクイサキ Kyphosus cinerascens Forsskål, 1775

## 特徴
全長70センチメートルに達する。本州中部以南、太平洋、インド洋などの熱帯から温帯域の浅海の岩礁域に生息する。
メジナに似て側扁した楕円形の体をしているが、体側に黄色く細い縦縞が走ること、背鰭の棘が11棘12 - 14軟条であること（メジナは14 - 15本、同族のテンジクイサキは背鰭の軟条部が前方の棘条部より高いこと）などで区別できる。
臀鰭（しりびれ）は3棘11 - 13軟条である。イスズミ属のそれぞれの差異は、背ビレ、臀ビレの軟条数が2本程度違うことと、背ビレ、臀ビレの高さが違うことで見分けられるとされる。

### 歯
両顎歯は成長によって変化して、当初は円錐歯として芽出、横幅を広げながら三尖頭、多先頭、鋸歯縁を持つ門歯へ変化し、水平根が発達、最終的に単尖頭の門歯状歯となる。

### 食性
幼魚の時はプランクトンを食べ、成魚になると藻を中心に食べる。また、動物質も植物質も食べる雑食性ともされる。
宮崎県水産試験場が実施した調査では、平成26年度9月－2月に漁獲されたイスズミ7尾の胃の内容物重量組成は、緑藻57％、褐藻25％、紅藻18％であった。また、同じく調査で漁獲されたイスズミ属のノトイスズミ（K. bigibbus、16尾）は褐藻の割合が90％で、最も多く漁獲されたイスズミ属のテンジクイサキ（K. cinerascens、38尾）は紅藻76％で種ごとに選好性が分かれていた。

## 自然や人間とのかかわり
磯釣りの対象魚である。
藻場で大型藻類などを食して磯焼けを起こす食害魚とされ、対馬では2005年から刺し網、海藻を仕掛けたいけす状のわななどによる駆除が行われれている。宮城県では、6 ‐ 8月では刺し網などによる漁獲が期待できないものの、9月以降になると比較的漁獲ができるようになるとされた。

### 食用
南方では食料源とされ、調理によって食べることは可能。冬になったり、場所によっては、臭みがないのもいるが、漁獲後になるべく早く内臓を取り除くことで臭みは軽減可能となる。夏には小動物を、冬場はハバノリなどの褐藻類を食べるため、夏は磯臭いが冬場は臭みが少なく美味となる。
栄養価はあるものの、人間の食料とするには磯臭さや、血合いを除去して長時間水洗いなどしないと美味しくならないため商品価値の低い低利用魚であったが、さまざまな方法で流通させて駆除につなげようとしている。